# 1993 en Ukraine
Chronologie de l'Ukraine
- 1989
- 1990
- 1991
- 1992
- 1993
- 1994
- 1995
- 1996
- 1997

Cette page concerne les évènements survenus en 1993 en Ukraine  :

## Évènement
- 3 septembre : Accords de Massandra (en) entre l'Ukraine et la Russsie.
- 23 décembre : Loi sur le droit d'auteur en Ukraine (en)

## Sport
- Championnat d'Ukraine de football 1992-1993
- Championnat d'Ukraine de football 1993-1994
- Coupe d'Ukraine de football 1992-1993
- Coupe d'Ukraine de football 1993-1994

## Sortie de films
- Dark Waters
- Le Milicien amoureux

## Création
- 6e corps d'armée (Ukraine)
- Agrofirm Svitanok (en)
- Centre pour la science et la technologie en Ukraine (en)

## Naissance
- Anastasia Lysakevych (uk), mathématicienne.
- Tetyana Ptashkina (uk), athlète.
- Lyubov Shmatko (uk), footballeuse.
- Arsen Slotyuk (uk), footballeur.
- Khrystyna Soloviy, chanteuse.

## Disparition
- Roman Cherkashin (uk), acteur.
- Oleh Holossiy (uk),
- Yuri Priymak (uk), footballeur.
- Oxana Zhnykrup (uk), sculptrice